# 光鱗魚屬
光鱗魚屬為輻鰭魚綱仙女魚目帆蜥鱼亚目魣蜥鱼科的一属。

## 下属物种
- 中間光鱗魚(Lestrolepis intermedia)：又稱光鱗魚。
- 日本光鱗魚(Lestrolepis japonica)
- 劉氏光鱗魚(Lestrolepis luetkeni)

## 擴展閱讀
維基物種上的相關：光鱗魚屬